# A.E.R.O.
A.E.R.O. (llamado simplemente Aero) es un álbum recopilatorio del compositor francés Jean Michel Jarre, publicado el 20 de septiembre de 2004. El nombre del álbum oficialmente es una abreviación de Anthology of Electronic Revisited Originals (Antología de Originales Electrónicos Revisitados en español). Sin embargo, también tiene relación con su último concierto dado antes del lanzamiento del álbum: "Aero - Tribute to the Wind" (realizado en Aalborg, Dinamarca, el 7 de septiembre de 2002), en el cual se presentaron nuevas versiones de los clásicos de Jarre más algunos temas de sus últimas obras y un tema nuevo (Aero, el cual en un concierto anterior se interpretó como Bourges 2). De aquel concierto extrajo las 14 mejores "nuevas versiones", para luego interpretarlas en un estudio y grabarlas en este álbum; agregando además un tema en vivo (del concierto "Aero") en calidad de "bonus track".
Fue su primer disco creado con la tecnología del sistema 5.1 de sonido multicanal, distribuyendo cuidadosamente cada uno de los sonidos de sus antiguos temas para darles así un nuevo toque artístico, incluyendo además cuatro nuevos sencillos ideados especialmente para esta nueva herramienta musical. Además, también fue el primer trabajo distribuido bajo la tutela de Aero Productions.

## Listado de temas
El álbum consta de dos discos: un DVD Video, con la obra en los formatos Dolby Digital PCM y DTS; y un CD de audio, en el formato estéreo.
Entre cada tema, Jarre incluyó efectos visuales y sonoros para hacer un efecto de transición entre uno y otro. En el DVD vienen enumerados como "Scene", mientras que en el CD vienen incluidos en cada tema (solo audio).

### CD
| AERO CD |                                                            |                               |                                          |          |  |
| N.º     | Título                                                     | Música                        | Álbum original                           | Duración |  |
| 1.      | «AERO Opening» y «Scene 1»                                 | Jean Michel Jarre             | (tema nuevo)                             | 0:50     |  |
| 2.      | «Oxygene, part 2» y «Scene 2»                              | Jean Michel Jarre             | Oxygène                                  | 7:40     |  |
| 3.      | «Aero»                                                     | Jean Michel Jarre             | (concierto "Aero - Tribute to the Wind") | 3:09     |  |
| 4.      | «Equinoxe, part 8» (Band in the Rain - versión unplugged)  | Jean Michel Jarre             | Équinoxe                                 | 1:24     |  |
| 5.      | «Oxygene, part 4» y «Scene 3»                              | Jean Michel Jarre             | Oxygène                                  | 5:04     |  |
| 6.      | «Souvenir of China» y «Scene 4»                            | Jean Michel Jarre             | Les Concerts en Chine                    | 4:45     |  |
| 7.      | «Aerology» y «Scene 5»                                     | Jean Michel Jarre             | (tema nuevo)                             | 3:39     |  |
| 8.      | «Equinoxe, part 3» y «Scene 6»                             | Jean Michel Jarre             | Équinoxe                                 | 6:32     |  |
| 9.      | «Equinoxe, part 4» y «Scene 7»                             | Jean Michel Jarre             | Équinoxe                                 | 6:46     |  |
| 10.     | «Last Rendez-vous» y «Scene 8» (Ron's Piece)               | Jean Michel Jarre             | Rendez-vous                              | 5:07     |  |
| 11.     | «Zoolookologie» y «Scene 9»                                | Jean Michel Jarre             | Zoolook                                  | 3:54     |  |
| 12.     | «Aerozone» y «Scene 10»                                    | Jean Michel Jarre             | (tema nuevo)                             | 4:55     |  |
| 13.     | «Les Chants Magnetiques, part 1» y «Scene 11»              | Jean Michel Jarre             | Les Chants magnétiques                   | 5:58     |  |
| 14.     | «Chronologie, part 6»                                      | Jean Michel Jarre             | Chronologie                              | 6:09     |  |
| 15.     | «Fourth Rendez-vous (Live version)» (tema extra del álbum) | Jean Michel Jarre & Safri Duo | Rendez-vous                              | 7:33     |  |
| 73:42   |                                                            |                               |                                          |          |  |

### DVD
| AERO DVD |                                                            |                               |                                          |          |  |
| N.º      | Título                                                     | Música                        | Álbum original                           | Duración |  |
| 1.       | «AERO Opening»                                             | Jean Michel Jarre             | (tema nuevo)                             | 0:16     |  |
| 2.       | «Scene 1»                                                  | Jean Michel Jarre             | (transición)                             | 0:33     |  |
| 3.       | «Oxygene, part 2»                                          | Jean Michel Jarre             | Oxygène                                  | 7:12     |  |
| 4.       | «Scene 2»                                                  | Jean Michel Jarre             | (transición)                             | 0:31     |  |
| 5.       | «Aero»                                                     | Jean Michel Jarre             | (concierto "Aero - Tribute to the Wind") | 3:09     |  |
| 6.       | «Equinoxe, part 8» (Band in the Rain - versión unplugged)  | Jean Michel Jarre             | Équinoxe                                 | 1:26     |  |
| 7.       | «Oxygene, part 4»                                          | Jean Michel Jarre             | Oxygène                                  | 4:16     |  |
| 8.       | «Scene 3»                                                  | Jean Michel Jarre             | (transición)                             | 0:32     |  |
| 9.       | «Souvenir of China»                                        | Jean Michel Jarre             | Les Concerts en Chine                    | 4:13     |  |
| 10.      | «Scene 4»                                                  | Jean Michel Jarre             | (transición)                             | 0:50     |  |
| 11.      | «Aerology»                                                 | Jean Michel Jarre             | (tema nuevo)                             | 3:02     |  |
| 12.      | «Scene 5»                                                  | Jean Michel Jarre             | (transición)                             | 0:37     |  |
| 13.      | «Equinoxe, part 3»                                         | Jean Michel Jarre             | Équinoxe                                 | 6:08     |  |
| 14.      | «Scene 6»                                                  | Jean Michel Jarre             | (transición)                             | 0:26     |  |
| 15.      | «Equinoxe, part 4»                                         | Jean Michel Jarre             | Équinoxe                                 | 5:40     |  |
| 16.      | «Scene 7»                                                  | Jean Michel Jarre             | (transición)                             | 1:06     |  |
| 17.      | «Last Rendez-vous» (Ron's Piece)                           | Jean Michel Jarre             | Rendez-vous                              | 4:41     |  |
| 18.      | «Scene 8»                                                  | Jean Michel Jarre             | (transición)                             | 0:27     |  |
| 19.      | «Zoolookologie»                                            | Jean Michel Jarre             | Zoolook                                  | 3:34     |  |
| 20.      | «Scene 9»                                                  | Jean Michel Jarre             | (transición)                             | 0:12     |  |
| 21.      | «Aerozone»                                                 | Jean Michel Jarre             | (tema nuevo)                             | 4:51     |  |
| 22.      | «Scene 10»                                                 | Jean Michel Jarre             | (transición)                             | 0:16     |  |
| 23.      | «Les Chants Magnetiques, part 1»                           | Jean Michel Jarre             | Les Chants magnétiques                   | 5:42     |  |
| 24.      | «Scene 11»                                                 | Jean Michel Jarre             | (transición)                             | 0:17     |  |
| 25.      | «Chronologie, part 6»                                      | Jean Michel Jarre             | Chronologie                              | 4:54     |  |
| 26.      | «Fourth Rendez-vous (Live version)» (tema extra del álbum) | Jean Michel Jarre & Safri Duo | Rendez-vous                              | 7:35     |  |
| 73:42    |                                                            |                               |                                          |          |  |

## Conciertos posteriores
Los témas de A.E.R.O., tanto los clásicos reversionados como los nuevos temas, fueron posteriormente interpretados en los conciertos de Beijing, China (2004, posteriormente grabados en el álbum Jarre in China); Gdańsk, Polonia (2005, concierto "Space for Freedom", posteriormente grabado en el álbum Live from Gdańsk (Koncert w Stoczni)); y Merzouga, Marruecos (2006, concierto "Water for Life").
19 años después del lanzamiento de este álbum, el 25 de diciembre de 2023, Jarre vuelve a interpretar las versiones A.E.R.O. de Oxygene 2, Equinoxe 4, y Chronologie 6, en el concierto "Versailles 400" que se realizó en homenaje a los 400 años del Palacio de Versalles, el cual se realizó de manera híbrida: presencial en el propio palacio, y mediante realidad virtual.